# Премія НАН України імені М. В. Птухи
Премія НАН України імені М. В. Птухи — премія, заснована НАН України з метою відзначення вчених, які опублікували найкращі наукові праці, здійснили винаходи і відкриття, що мають важливе значення для розвитку науки і економіки України за видатні наукові роботи в галузі економіки і демографії, демографічної статистики.
Премію засновано у 1997 р. постановою Президії НАН України від 20.06.1997 № 228 та названо на честь видатного українського науковця Птухи Михайла Васильовича.
Починаючи з 2007 року Премію імені М. В. Птухи присуджуєВідділення економіки НАН України щодва роки.

## Лауреати премії
Премії НАН України імені М. В. Птухи було присуджено:

| Рік  | Тема | Лауреати                         | Коротко про лауреата |
| ---- | --- | -------------------------------- | --- |
| 2017 | За серію праць з проблем регулювання соціально-трудових відносин на засадах розвитку інституту гідної праці та соціальної відповідальності | Колот Анатолій Михайлович        | доктор економічних наук, професор, проректор Київського національного економічного університету імені Вадима Гетьмана                                        |
| 2017 | За серію праць з проблем регулювання соціально-трудових відносин на засадах розвитку інституту гідної праці та соціальної відповідальності | Цимбалюк Світлана Олексіївна     | доктор економічних наук, професор, декан Київського національного економічного університету імені Вадима Гетьмана                                            |
| 2017 | За серію праць з проблем регулювання соціально-трудових відносин на засадах розвитку інституту гідної праці та соціальної відповідальності | Герасименко Оксана Олександрівна | кандидат економічних наук, доцент Київського національного економічного університету імені Вадима Гетьмана                                                   |
| 2012 | За монографію «Хімічна промисловість України: економічні трансформації та перспективи»                                                     | Шубін Олександр Олександрович    | доктор економічних наук, професор, Донецький національний університет економіки і торгівлі імені Михайла Туган-Барановського МОН України                     |
| 2007 | За цикл наукових праць з проблем економічного забезпечення збереження та розвитку людського потенціалу                                     | Амоша Олександр Іванович         | доктор економічних наук, професор, Академік НАН України (економіка), директор Інституту економіки промисловості НАН України                                  |
| 2007 | За цикл наукових праць з проблем економічного забезпечення збереження та розвитку людського потенціалу                                     | Іванов Є. Т.                     | |
| 2007 | За цикл наукових праць з проблем економічного забезпечення збереження та розвитку людського потенціалу                                     | Новікова Ольга Федорівна         | доктор економічних наук, професор, заступник директора з наукової роботи Інституту економіки промисловості НАН України                                       |
| 2005 | За роботу «Постіндустріальна економіка: теорія, практика та їх значення для України»                                                       | Чухно Анатолій Андрійович        | Академік НАН України (політична економія та соціальні проблеми економіки),                                                                                   |
| 2003 | За серію робіт «Історія вчень менеджменту», «Менеджмент для керівників», «Управління зовнішньоекономічною діяльністю»                      | Кредісов Анатолій Іванович       | доктор економічних наук, професор, Інститут міжнародних відносин Київського національного університету імені Тараса Шевченка                                 |
| 2001 | За цикл наукових праць «Глобалізація і інтеграція світового розвитку»                                                                      | Білорус Олег Григорович          | доктор економічних наук, професор, Академік НАН України (світова економіка), Головний науковий співробітник Інституту економіки та прогнозування НАН України |
| 2001 | За цикл наукових праць «Глобалізація і інтеграція світового розвитку»                                                                      | Чернецька Олена Василівна        | Кандидат юридичних наук, Київський університет права НАН України                                                                                             |
| 1999 | За монографію «Економічні трансформації (наприкінці XX сторіччя)»                                                                          | Лукінов Іван Іларіонович         | Академік НАН України (економіка сільського господарства) |